# Rhynchostegium parvulum
Rhynchostegium parvulum är en bladmossart som beskrevs av Brotherus 1921. Rhynchostegium parvulum ingår i släktet näbbmossor, och familjen Brachytheciaceae. Inga underarter finns listade i Catalogue of Life.